# Institut historique belge de Rome
L'Institut historique belge de Rome (en néerlandais : Belgisch Historisch Instituut te Rome ; en italien : Istituto storico belga di Roma), fondé en 1902, est un institut de recherches centré sur l'étude de l'histoire et de l'archéologie romaine, et plus largement italienne. Il est localisé à l'Academia Belgica.

## Historique
L'idée de fonder à Rome un institut historique belge pour l'identification et la publication de sources italiennes relatives à l'histoire belge vient de l'historien ecclésiastique Alfred Cauchie, professeur à l'Université catholique de Louvain. Il publie une brochure à cet effet en 1896.
L'institut est fondé en 1902, au palais Rusticucci-Accoramboni, avec Ursmer Berlière comme premier directeur. Le siège de l'Institut déménage à l'Academia Belgica en 1939.
En décembre 2018, le conseil des ministres du gouvernement fédéral belge décide de confier à l'Academia Belgica les missions jusque là attribuées à l'Institut historique belge de Rome, signant par la même occasion la fin de l'institution après plus de cent ans d'existence.

## Publications
L'institut se concentre fortement sur la publication de sources historiques, principalement dans la série Analecta Vaticano-Belgica.
Le Bulletin de l'institut cesse de paraître en 2010 et est remplacé par une revue numérique, Forum Romanum Belgicum.

## Directeurs
Les directeurs de l'institut sont les suivants : 
- 1902-1906 : Ursmer Berlière
- 1906-1916 : Godefroid Kurth
- 1916-1918 : Charles Möller
- 1918-1922 : Alfred Cauchie
- 1922-1930 : Ursmer Berlière
- 1930-1935 : Henri Pirenne
- 1935-1947 : Joseph Cuvelier
- 1947-1955 : Camille Tihon
- 1955-1972 : Charles Terlinden
- 1972-1986 : Léon-Ernest Halkin
- 1986-2001 : Ludo Milis
- 2001-2009 : Michel Dumoulin
- depuis 2009 : Jan De Maeyer